# قلعه حسن (فیروزه)
قلعه حسن یک روستا در ایران است که در بخش مرکزی شهرستان فیروزه در استان خراسان رضوی واقع شده‌است. قلعه حسن ۶۱ نفر جمعیت دارد.

## جمعیت
این روستا در دهستان فیروزه قرار دارد و براساس سرشماری مرکز آمار ایران در سال ۱۳۸۵، جمعیت آن ۶۱ نفر (۱۶ خانوار) بوده‌است.